# Tour d'Italie 1946
La 29e édition du Tour d'Italie s'est élancée de Milan, le 15 juin 1946 et est arrivée à Milan le 7 juillet. Ce Giro a été remporté par l'Italien Gino Bartali devant son rival historique et compatriote Fausto Coppi pour seulement 47 secondes. C'est sa troisième et dernière victoire dans l'épreuve.

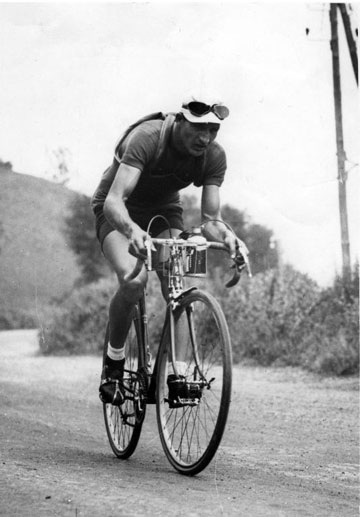
Gino Bartali vainqueur de son 3e Tour d'Italie devant Fausto Coppi.

## Résumé de la course
Gino Bartali et Fausto Coppi, désormais adversaires dans des équipes différentes (Bartali avec Legnano et Coppi chez Bianchi), renouèrent avec la rivalité qui avait enflammé le Giro 1940. Coppi prit un premier avantage en direction de Sanremo, avec une échappée brillante de 145 kilomètres pour prendre plus de 18 minutes d’avance sur Bartali. Ce dernier avait 32 ans et était considéré comme "vieux". Coppi domina les Dolomites, sans parvenir à refaire complètement le retard essuyé sur chute dans la première partie de la course. Gino Bartali prit le maillot rose à Auronzo di Cadore lors de la 13e étape et ne le lâcha plus. Il remporta son troisième Giro à Milan devant le Campionissimo pour seulement 47 secondes.

## Anecdote
Le 30 juin 1946, lors de la 12e étape, Rovigo-Trieste, à la frontière avec la Vénétie julienne, des manifestants pro-Yougoslavie opposés au retour de la région de Trieste sous contrôle italien, arrêtèrent le Giro avec de grands blocs placés au milieu de la route. La police tenta de disperser les manifestants, qui répondirent avec des tirs d’armes à feu. Après avoir établi qu’il était impossible de poursuivre, le jury des commissaires de course déclara la fin de l’étape. 17 coureurs poursuivirent dans des voitures et rejoignirent le circuit de Montebello où une arrivée symbolique fut organisée avec la première place pour Giordano Cottur.

## Équipes participantes
| N.    | Code | Équipe           |
| ----- | ---- | ---------------- |
| 1-7   | LEG  | Legnano          |
| 8-14  | BIA  | Bianchi          |
| 15-21 | VIS  | Viscontea        |
| 22-28 | BEN  | Benotto          |
| 29-35 | OLY  | Olmo             |
| 36-42 | WEL  | Welter           |
| 43-49 | WIL  | Wilier Triestina |

| N.    | Code | Équipe                   |
| ----- | ---- | ------------------------ |
| 51-55 | MIL  | Milan-Gazzetta           |
| 56-60 | BUS  | Velo Club Bustese        |
| 61-65 | FDG  | Fronte della Gioventù    |
| 66-70 | MOD  | ENAL-Campari             |
| 71-75 | AZZ  | Azzini Freni Universal   |
| 76-80 | CSI  | Centro Sportivo Italiano |

## Classement général
| Classement général final |                  |
| --- | ---------------- |
| \| 1. Gino Bartali \| 65 h 32 min 20 s \| \| 2. Fausto Coppi \| à 47 s \| \| 3. Vito Ortelli \| à 15 min 28 s \| \| 4. Salvatore Crippa \| à 15 min 31 s \| \| 5. Aldo Ronconi \| à 24 min 31 s \| \| 6. Giulio Bresci \| à 27 min 35 s \| \| 7. Ezio Cecchi \| à 37 min 58 s \| \| 8. Giordano Cottur \| à 38 min 28 s \| \| 9. Alfredo Martini \| à 39 min 54 s \| \| 10. Primo Volpi \| à 43 min 12 s \| \| \| \| |                  |
| 1. Gino Bartali | 65 h 32 min 20 s |
| 2. Fausto Coppi | à 47 s           |
| 3. Vito Ortelli | à 15 min 28 s    |
| 4. Salvatore Crippa | à 15 min 31 s    |
| 5. Aldo Ronconi | à 24 min 31 s    |
| 6. Giulio Bresci | à 27 min 35 s    |
| 7. Ezio Cecchi | à 37 min 58 s    |
| 8. Giordano Cottur | à 38 min 28 s    |
| 9. Alfredo Martini | à 39 min 54 s    |
| 10. Primo Volpi | à 43 min 12 s    |
| |                  |

## Étapes
| Étape      | Date      | Villes étapes                          | km       | Vainqueur d'étape  | Leader du classement général |
| 1re étape  | 15 juin   | Milan - Turin                          | 185      | Giordano Cottur    | Giordano Cottur              |
| 2e étape   | 16 juin   | Turin - Gênes                          | 190      | Antonio Bevilacqua | Antonio Bevilacqua           |
| 3e étape   | 17 juin   | Gênes - Montecatini Terme              | 222      | Adolfo Leoni       | Antonio Bevilacqua           |
| 4ea étape  | 19 juin   | Montecatini Terme - Prato              | 30 (clm) | Antonio Bevilacqua | Antonio Bevilacqua           |
| 4eb étape  | 19 juin   | Prato - Bologne                        | 112      | Fausto Coppi       | Fermo Camellini              |
| 5ea étape  | 20 juin   | Bologne - Cesena                       | 80       | Olimpio Bizzi      | Fermo Camellini              |
| 5eb étape  | 20 juin   | Cesena - Ancône                        | 128      | Aldo Bini          | Fermo Camellini              |
| 6e étape   | 22 juin   | Ancône - Chieti                        | 170      | Vito Ortelli       | Fermo Camellini              |
| 7e étape   | 23 juin   | Chieti - Naples                        | 244      | Mario Ricci        | Vito Ortelli                 |
| 8e étape   | 25 juin   | Naples - Rome                          | 226      | Elio Bertocchi     | Vito Ortelli                 |
| 9e étape   | 26 juin   | Rome - Pérouse                         | 191      | Aldo Baito         | Vito Ortelli                 |
| 10e étape  | 27 juin   | Pérouse - Florence                     | 165      | Renzo Zanazzi      | Vito Ortelli                 |
| 11e étape  | 29 juin   | Florence - Rovigo                      | 245      | Oreste Conte       | Vito Ortelli                 |
| 12e étape  | 30 juin   | Rovigo - Trieste                       |          | Non-disputée       | Vito Ortelli                 |
| 13e étape  | 2 juillet | Udine - Auronzo di Cadore              | 124      | Fausto Coppi       | Gino Bartali                 |
| 14e étape  | 3 juillet | Auronzo di Cadore - Bassano del Grappa | 203      | Fausto Coppi       | Gino Bartali                 |
| 15e étape  | 5 juillet | Bassano del Grappa - Trente            | 186      | Aldo Ronconi       | Gino Bartali                 |
| 16ea étape | 6 juillet | Trente - Vérone                        | 90       | Oreste Conte       | Gino Bartali                 |
| 16eb étape | 6 juillet | Vérone - Mantoue                       | 72       | Elio Bertocchi     | Gino Bartali                 |
| 17e étape  | 7 juillet | Mantoue - Milan                        | 176      | Oreste Conte       | Gino Bartali                 |

## Classements annexes
| Classement de la montagne | Gino Bartali | ... points |
| Deuxième                  | Fausto Coppi | ... points |
| Troisième                 | Vito Ortelli | ... points |

## Liste des coureurs
| Legnano | Bianchi | Viscontea |
| - 1 Gino Bartali (Ita) 1e - 2 Mario Ricci (Ita) ab - 3 Aldo Bini (Ita) 23e - 4 Angelo Brignole (Ita) ab - 5 Leopoldo Ricci (Ita) ab - 6 Renzo Zanazzi (Ita) 32e - 7 Valeriano Zanazzi (Ita) 39e                        | - 8 Adolfo Leoni (Ita) ab - 9 Fausto Coppi (Ita) 2e - 10 Glauco Servadei (Ita) ab - 11 Severino Canavesi (Ita) ab - 12 Giovanni De Stefanis (Ita) 21e - 13 Secondo Barisone (Ita) 19e - 14 Serse Coppi (Ita) 24e     | - 15 Olimpio Bizzi (Ita) ab - 16 Mario Vicini (Ita) ab - 17 Pietro Chiappini (Ita) ab - 18 Elio Bertocchi (Ita) 33e - 19 Mario Fazio (Ita) 20e - 20 Tolmino Casellato (Ita) ab - 21 Giovanni Corrieri (Ita) ab |
| Benotto | Olmo | Welter |
| - 22 Vito Ortelli (Ita) 3e - 23 Oreste Conte (Ita) 25e - 24 Aldo Ronconi (Ita) 5e - 25 Enrico Mollo (Ita) ab - 26 Enea Antolini (Ita) 38e - 27 Guido Lelli (Ita) 26e - 28 Sergio Maggini (Ita) ab                      | - 29 Fermo Camellini (Ita) ab - 30 Quirino Toccaceli (Ita) ab - 31 Mario De Benedetti (Ita) ab - 32 Carlo Rebella (Ita) ab - 33 Vincenzo Rossello (Ita) ab - 34 Antonio Giauna (Ita) ab - 35 Joseph Magnani (Usa) ab | - 36 Cesare Del Cancia (Ita) 27e - 37 Michele Motta (Ita) ab - 38 Alfredo Martini (Ita) 9e - 39 Gino Fondi (Ita) ab - 40 Giulio Bresci (Ita) 6e - 41 Nedo Logli (Ita) ab - 42 Aimone Landi (Ita) ab            |
| Wilier Triestina | Milan Gazzetta | Velo Club Bustese |
| - 43 Giordano Cottur (Ita) 8e - 44 Antonio Bevilacqua (Ita) 17e - 45 Giovanni Brotto (Ita) ab - 46 Egidio Feruglio (Ita) 37e - 47 Giannino Piccolroaz (Ita) 18e - 48 Angel Deganoo (Ita) ab - 49 Angelo Menon (Ita) ab | - 51 Ubaldo Pugnaloni (Ita) ab - 52 Egidio Marangoni (Ita) 28e - 53 Bruno Pasquini (Ita) 13e - 54 Giuseppe Ausenda (Ita) ab - 55 Luigi Malabrocca (Ita) 40e                                                          | - 56 Luigi Casola (Ita) ab - 57 Aldo Baito (Ita) 11e - 58 Silvio Furlan (Ita) 29e - 59 Primo Volpi (Ita) 10e - 60 Paolo ferrari (Ita) 31e                                                                      |
| Fronte Gioventu | Enal Campari | Azzini Freno Universal |
| - 61 Andrea Giacometti (Ita) 22e - 62 Enzo Coppini (Ita) 14e - 63 Giovanni Ballarino (Ita) ab - 64 Francesco Locatelli (Ita) ab - 65 Serafino Biagioni (Ita) 12e                                                       | - 66 Salvatore Crippa (Ita) 4e - 67 Diego Marabelli (Ita) 15e - 68 Vittorio Magni (Ita) ab - 69 Guerrino Amadori (Ita) 35e - 70 Remo Sala (Ita) 34e                                                                  | - 71 Mario Spinazzi (Ita) ab - 72 Dante Colombo (Ita) ab - 73 Ennio Nardini (Ita) ab - 74 Augusto Introzzi (Ita) 16e - 75 Carlo Moscardini (Ita) 36e                                                           |
| Centro Sportivo Italiano | | |
| - 76 Ezio Cecchi (Ita 7e - 77 Marcello Spadolini (Ita) 30e - 78 Fausto Montesi (Ita) ab - 79 Walter Generati (Ita) ab - 80 Doro Morigi (Ita) ab                                                                        | | |

## Sources
- (nl) Cet article est partiellement ou en totalité issu de l’article de Wikipédia en néerlandais intitulé « Ronde van Italië 1946 » (voir la liste des auteurs).